# Monte Coronado
El Monte Coronado  es un cerro situado en Málaga de origen calizo y sedimentario de una altura aproximada de 220 m. Recibe este nombre debido a que en su cima se encuentra una meseta de rocas que visto desde cualquier punto cercano parece una corona, hoy con forma de media luna, antes fue un círculo pero es debido a la extracción de piedra caliza por parte del hombre dejando en la actualidad una especie de fachada. 

## Ubicación
Domina el paisaje de la parte norte de la ciudad de Málaga, y en verano debido a la claridad y limpieza del cielo se pueden observar desde su cima grandes distancias, teniendo una panorámica de toda la bahía de Málaga. 

## Arqueología
En una de las terrazas más elevada de la ladera sureste se localiza un asentamiento correspondiente a la prehistoria reciente, datable en los momentos de tránsito entre el neolítico y el calcolítico. El interés en su estudio estriba precisamente en la documentación de esta etapa de transición entre ambos períodos. Su estado de conservación bueno aunque afectado por expolios.
Existen restos de una almunia o alquería con máximo aprovechamiento durante la etapa nazarí, cuyo análisis podría ser muy útil para la comprensión de los mecanismos económicos y territoriales que rigen el alfoz malagueño durante la Edad Media. Su situación en la zona más baja de la ladera, con escasa vegetación y con escorrentías en épocas de lluvias determina un mayor deterioro. Al norte del cerro, se conoce la posible existencia de alfares de época nazarí y trabajos mineros de cronología indeterminada, sin que se haya realizado un estudio en profundidad de la zona.

## Curiosidades
- El grupo malagueño Tabletom titula una canción con el nombre "La locura (del Monte "Coronao")".
- Fue utilizado como cantera para la construcción de la Catedral de Málaga.
- Existe una web personal del escritor Ángel L. Montilla Martos que lleva el nombre del Monte Coronado: http://montecoronado.es